# Boracay
Boracay är en tropisk ö som ligger i Filippinerna, strax norr om ön Panay. Ön tillhör kommunen Malay i provinsen Aklan. Boracay är indelad i de tre smådistrikten (barangay) Balabag, Manoc-Manoc och Yapak, och folkmängden uppgick till 18 229 invånare vid folkräkningen 2007. Ytan uppgår till cirka 10 km².
Boracay är ett känt turistmål med cirka en halv miljon besökare varje år. Ön är cirka 7 kilometer lång och på sina ställen upp till 2 kilometer bred, och har en cirka 3 kilometer lång sandstrand som kallas White Beach. Hotell och restauranger är till stor del samlade vid White Beach men det finns även hotell och restauranger utspridda på övriga delarna av ön. White Beach täcker en stor del av öns sydvästra sida och ligger ofta i lä till skillnad från den nordöstra sidan, som är populär bland vindsurfare då den erbjuder bra vindsurfarförhållanden. 